# Nick Bateman
Nicholas Kevin Stanley Yunge-Bateman (* 18. November 1986 in Burlington, Ontario) ist ein kanadisches Model, Schauspieler, Musikproduzent sowie Karatekünstler und Internetpersönlichkeit.

## Biografie

### Leben und Karriere
Nicholas "Nick" Bateman wurde 1986 in Burlington in der kanadischen Provinz Ontario geboren. Er hat drei Halbgeschwister Als Kind begann er Karatekampfsport in den Bereichen des Gōjū-Ryū und des Bōjutsu zu trainieren. Im Alter von 15 gewann Bateman insgesamt vier Weltmeistertitel in der Altersklasse der 15- bis 17-Jährigen. Drei der Titel verteidigte er dabei mit dem Bō sowie einen weiteren in der klassischen japanischen Form des Karate in Houston und Myrtle Beach. Im Alter von 20 Jahren schloss Bateman sein Studium an der Capilano University in Vancouver und eröffnete später seine eigene Karateschule.
Bateman begann nach seinem Collegeabschluss professionell zu modeln. Zu diesem Zeitpunkt lebte er unter anderem in New York und Miami. Dort traf er auch erstmals auf den Modemagnaten Calvin Klein. Die Arbeit als Model brachte Bateman auch nach Europa, wo er für eine bestimmte Zeit in Mailand wohnte. Für eine Kampagne des Modeunternehmens Abercrombie & Fitch wurde Bateman als Model ausgewählt und arbeitete mit dem Fotografen Bruce Weber zusammen. Auch für die Marken Calvin Klein, Dsquared², Fila, Hugo Boss und Jockey International wurde er fotografiert.
Neben seiner Karriere als Model ist Bateman auch als Schauspieler tätig. So war er in der Doppelrolle im Thriller Hobo with a Shotgun zu sehen. Bateman spielt dabei den Sohn eines psychopathischen Verbrecheroberhauptes, der am Ende von diesem erschossen wird, sowie einen gepanzerten Dämon an der Seite von Peter Simas. Im Fernsehfilm A Brush With Love spielte er die männliche Hauptrolle neben Arielle Kebbel, welche die weibliche Rolle übernahm. Seine letzte männliche Hauptrolle hatte Bateman als Conner Sheenan im Weihnachtsfilm A Christmas Miracle for Daisy aus dem Jahr 2021. Für die amerikanische Dramaserie When Hope Calls wurde er für eine Rolle in der zweiten Staffel besetzt. Daneben war Bateman in weiteren Film- und Fernsehproduktionen zu sehen.
Bateman modelte in Kampagnen für Sephora, Spades Brand, Bvlgari und Master Supply Co. 2019 wurde er für die Novemberausgabe des Magazins LOCALE als Cover-Model abgelichtet.
2016 gewann Bateman einen Golden Maple Award in der Kategorie „Outstanding Social Media Achievement“.

### Privatleben
Bateman ist seit 2008 mit der amerikanischen Influencerin Maria Corrigan liiert. Er und Corrigan gaben sich 2019 nach elf Jahren Beziehung das Ja-Wort. Im September 2018 kam ihr erster gemeinsamer Sohn zur Welt. Im Januar 2022 wurde ihr zweiter Sohn geboren.
In jüngeren Jahren engagierte sich Bateman ehrenamtlich für die Tierrechtsorganisation PETA in den Vereinigten Staaten. Dabei kümmerte er sich vorwiegend um Hunde in North Carolina, die misshandelt und schlecht gehalten wurden. Bateman ist Vegetarier.

## Filmografie

### Kinofilme
- 2011: Ethos
- 2011: Hobo with a Shotgun
- 2014: Tapped Out
- 2014: Hidden in the Woods
- 2016: Total Frat Movie
- 2017: Gambit
- 2017: Apple of My Eye
- 2017: A Winter Wedding
- 2018: The Matchmakers Playbook
- 2018: The Perception
- 2019: Airplane Mode
- 2020: Gambit: Play for Keeps

### Fernsehen

#### Fernsehserien
- 2007: Just for laugh (1 Episode)
- 2011: Originals (7 Episoden)
- 2012: My Babysitter’s a Vampire (1 Episode)
- 2013: Mr. D (1 Episode)
- 2013: The Listener (1 Episode)
- 2025: When Hope Calls

#### Fernsehfilme
- 2012: Space Janitors
- 2014: The Hazing Secret
- 2019: A Brush With Love
- 2021: A Christmas Miracle for Daisy
- 2024 Operation Mistletoe

## Auszeichnungen
Gewonnen
- 2016: Maple Creek Award in der Kategorie „Outstanding Social Media Achievement“